# Hipolit Sobolewski
Hipolit Sobolewski (ur. 1911 w Janowie, zm. 21 kwietnia 1997) – polski specjalista z dziedziny konstrukcji i projektowania parowozów, profesor Politechniki Łódzkiej.

## Życiorys
W 1936 roku ukończył studia na Wydziale Mechanicznym Politechniki Warszawskiej i do wybuchu wojny pracował jako konstruktor parowozów w Zakładach H. Cegielski w Poznaniu. W czasie okupacji brał udział w tajnym nauczaniu. Od 1945 roku pracował w Centralnym Biurze Konstrukcyjnym Przemysłu Taboru Kolejowego w Poznaniu. W 1946 roku podjął pracę w Katedrze Parowozów i Silników Parowych Politechniki Łódzkiej, w 1948 roku w charakterze z-cy profesora został kierownikiem Katedry i Zakładu Parowozów i Silników Parowych. W 1950 roku uzyskał nominację na profesora nadzwyczajnego. W 1952 roku przeniósł się na Wydział Komunikacji Politechniki Warszawskiej, lecz w Politechnice Łódzkiej prowadził wykłady do 1956 roku.
Był specjalistą z dziedziny konstrukcji i projektowania parowozów oraz dynamiki pojazdów szynowych. Opublikował szereg artykułów oraz wydał trzy podręczniki.
Zmarł w 1997, został pochowany na cmentarzu parafialnym w Zalesiu Górnym.